# Reino de Sonda
O Reino de Sonda ou Sunda (em sundanês: Karajaan Sunda; em indonésio: Kerajaan Sunda ou Kerajaan Pasundan) foi um reino sundanês localizado na parte ocidental da ilha de Java (hoje Indonésia) que surgiu na sequência do declínio do Reino de Taruma (358–669). Existiu entre 669 e 1333/1579.